# The SOUL of SEVENS
the SOUL of SEVENS（ソウル・オブ・セブンス）は、PG UNIVERSEが開発し、Fieldsが運営していた、スマートフォン・タブレットコンピュータ向けのサードパーソン・シューティングゲーム。アプリケーションソフトウェアのダウンロードは無料。アイテム課金制。2017年6月15日14時にサービスを終了した。

## 概要
「ワンフィンガー・シューティング」を標榜しており、スマートフォン・タブレット端末ならではのタッチ・スワイプ操作による、直感的な操作を売りとしている。
ストーリーはフルCG・フルボイスで制作されている。
ゲームエンジンにはUnityを採用している。なお、2016年6月28日のアップデート以降、Unityのバージョンが5に更新されたが、その際にARM NEONテクノロジーに非対応となるCPU（例としてNVIDIA Tegra2等)を搭載している機種への対応が打ち切られた ことから、ソウル・オブ・セブンスもそれらの機種でのプレイが非対応となった。
| ソウル・オブ・セブンス運営公式が発表している非対応機種 (数字順→アルファベット順→あいうえお順) | ソウル・オブ・セブンス運営公式が発表している非対応機種 (数字順→アルファベット順→あいうえお順) |
| メーカー                                                                                      | 機種名                                                                                        |
| --------------------------------------------------------------------------------------------- | --------------------------------------------------------------------------------------------- |
| LGエレクトロニクス                                                                            | T-Mobile G-Slate                                                                              |
| LGエレクトロニクス                                                                            | Optimus 2X                                                                                    |
| LGエレクトロニクス                                                                            | L-06C                                                                                         |
| LGエレクトロニクス                                                                            | IS11LG                                                                                        |
| エイサー                                                                                      | ICONIA TAB A100                                                                               |
| エイサー                                                                                      | ICONIA TAB A200                                                                               |
| エイサー                                                                                      | ICONIA TAB A500                                                                               |
| エイスース                                                                                    | Eee Pad TF101シリーズ                                                                         |
| エイスース                                                                                    | Eee Pad Sliderシリーズ                                                                        |
| オリベッティ                                                                                  | OliPad 100                                                                                    |
| オンキヨー                                                                                    | SlatePad TA117C1                                                                              |
| 京セラ                                                                                        | 201K                                                                                          |
| 京セラ                                                                                        | URBANO L01                                                                                    |
| サムスン電子                                                                                  | Galaxy S II（GT-I9100）                                                                       |
| サムスン電子                                                                                  | Galaxy TAB 10.1                                                                               |
| シャープ                                                                                      | EB-A71GJ                                                                                      |
| シャープ                                                                                      | GALAPAGOS A01SH                                                                               |
| ソニー                                                                                        | NW-F800シリーズ/800Kシリーズ/800BTシリーズ                                                    |
| ソニー                                                                                        | NW-Z1000                                                                                      |
| ソニー                                                                                        | Sony Tablet Pシリーズ                                                                         |
| ソニー                                                                                        | Sony Tablet Sシリーズ                                                                         |
| デル                                                                                          | Streak 7                                                                                      |
| 東芝                                                                                          | AC100                                                                                         |
| 東芝                                                                                          | Folio 100                                                                                     |
| 東芝                                                                                          | REGZA Tablet AT300/24C                                                                        |
| 東芝                                                                                          | REGZA Tablet AT300/24C                                                                        |
| ノーション・インク                                                                            | Adam tablet                                                                                   |
| ビューソニック                                                                                | G Tablet                                                                                      |
| 富士通                                                                                        | F-05D                                                                                         |
| ベロシティ・マイクロ                                                                          | Cruz Tablet L510                                                                              |
| ポイント・オブ・ビュー                                                                        | Mobii 10.1                                                                                    |
| マウスコンピューター                                                                          | LuvPad AD100                                                                                  |
| モトローラ                                                                                    | Atrix 4G                                                                                      |
| モトローラ                                                                                    | DROID BIONIC                                                                                  |
| モトローラ                                                                                    | ISW11M                                                                                        |
| モトローラ                                                                                    | PHOTON 4G MB855                                                                               |
| モトローラ                                                                                    | XOOM                                                                                          |

## 操作
- 左右スワイプ

左右にキャラクターを移動する。移動可能なポイントは画面下にドットで表示される。
みんなで遊ぶ場合のみ、左右移動に加え前後移動も行える。
- 回避

下方向に1回スワイプすると障害物に隠れて敵攻撃を回避可能。ただし、障害物は敵攻撃を受け続けると段々と崩壊していくので、タイムクライシスシリーズのようにずっと隠れて攻撃をやり過ごす戦法は取れない。
- 射撃

射撃ボタンを押すと攻撃を行う。その際、ボタンを押したまま動かすことで照準を任意の方向にズラすことが可能。
- 武器切替

ボタンを押すと武器の切替が可能。
- リロード

弾倉がゼロになった際、自動的にリロードが行われるが、プレイヤーが任意のタイミングで途中でリロードすることも可能。
- バースト

バースト能力（詳細後述）を発動する。発動可能時はボタンが強く輝く。
- ロックオン

ロックオン対象を切り替える。敵そのものをタッチしてもロックオン対象を切り替えられる。
- アイテム

アイテムを使用する。

## あらすじ
物語の舞台は2020年の欧州。イタリア政府が極秘開発していた機動兵器「アーク」が輸送中に、
テロリスト集団「ネームレスハンター」の急襲を受け、奪われる。
アークは、東地中海沿岸で電磁パルスを放射し、半径5000km圏内の全ての電子機器が破壊される。
欧州から中東にわたる西ユーラシアのほぼ全域に於いて、様々なライフラインが麻痺しただけでなく、
電子制御によってコントロールされている、各種現代兵器も完全に機能を失うこととなった。
これにより、アークから5000km圏内では歩兵同士のCQCを主体とした戦闘を余儀なくされる。
そんな中、無敵の強さを誇っていたのが、少女7人で編成された特殊部隊「セブンス」であった。
彼女らは、アークを追って世界各地を駆け巡る。
戦いの中で、秘密計画と、その裏で暗躍する一人の科学者、彼女らの出生の秘密が次第に明らかとなっていく。
そして、アークに搭乗しているある人物との出会いが、彼女らに非情な現実を突きつける。

## 登場組織

### イタリア正期軍
陸軍・海軍・空軍・カラビニエリの4組織で構成されている。
- カテドラル

イタリア軍直属の研究機関。
- セブンス

カテドラル直属の特殊部隊で、少女7人で構成されている。

### ネームレスハンター
国際テロ組織。アークを強奪した。

## 登場人物

### セブンス
- マイア（CV:内田真礼）

赤髪。16歳。誕生日は7月7日。
身長158cm、体重49kg。スリーサイズはB82・W58・H80。血液型はA型。
趣味はジグソーパズル、人間観察。特技は裁縫。好きな物・事は星占い、ナポリピッツァ。苦手な物・事はセラに一度飲まされたお酒。
休日の過ごし方は医学の勉強。将来の夢は医者。
努力家で、常にポジティブ思考がモットー。どんな状況でも生き延びる「幸運体質」「不死身」と部隊内から評されている。
ローディング画面のtipsによると、アステロとはセブンス候補生の頃からの同期。
メロとは仲が悪く、しばしば喧嘩する。ローディング画面のtipsによると、マイアはメロには素直になるのを願っている様子。
- エレクトラ（CV:原由実）

金髪のロングヘアー。19歳。誕生日は12月6日。
身長170cm、体重55kg。スリーサイズはB88・W61・H88。血液型はB型。
趣味はホラー映画鑑賞。特技はパン作り、イタリア料理。
好きな物・事は入浴、辛いもの全般。苦手な物・事は不潔な人。
休日の過ごし方はマイアに勉強を教えたり、主に後輩の世話焼き。将来の夢はパン屋。
セブンスのリーダー。冷静沈着で、常に微笑みを絶やさず、年齢以上に落ち着いて見える。そのせいか、年齢のことに言及されると怒る。
極力無駄な戦闘を避けることに努めているが、いざという時には徹底的に敵を打ちのめす。
ローディング画面のtipsによると、大雑把な性格のセラとトリガーハッピーなアル＝キをどう導くかがエレクトラの使命だと考えている様子。
- アル＝キ（CV:甲斐田裕子）

黒髪のショートカット。16歳。誕生日は2月14日。
身長165cm、体重51kg。スリーサイズはB72・W57・H79。血液型はO型。
趣味はダーツ。特技は銃の分解と組み立て。
好きな物・事は静かな夜、パフェ、甘いもの。苦手な物・事は甘くないヨーグルト。
休日の過ごし方はトレーニング。将来の夢は特になし。
普段はクールで真面目。口数も少ないが、いざ戦闘状態となり血を見たり硝煙の匂いを嗅ぐと性格が豹変し、好戦的になる。バーサーカー的な性格の持ち主。
だがそれは、部隊内で一番の仲間思いであることの裏返し。
俊敏な動きで敵を翻弄するのが得意。
- アステロ（CV:照井春佳）

緑髪。白いシュシュでポニーテールにしている。メガネっ娘。15歳。誕生日は10月1日。
身長154cm、体重48kg。スリーサイズはB84・W54・H86。血液型はA型。
趣味は薬莢集め。特技は速読。
好きな物・事は恋愛小説、パンナコッタ。苦手な物・事は高い所、大きい虫。
休日の過ごし方は読書と銃の手入れ。将来の夢は学校に通う事。
銃や兵器に詳しいマニアで、ターユとは気が合う。
特に爆発物に関しての知識は部隊一であり、工兵的存在の人物。
部隊内で射撃能力が低いことをアステロ本人は自覚している。
マイア曰く「ドジっ子」であり、その件に関してはアステロ本人も自覚している。
- セラ（CV:久保ユリカ）

ピンク色のロングヘアーをポニーテールにしている。17歳。誕生日は1月13日。
身長172cm、体重57kg。スリーサイズはB92・W59・H88。血液型はA型。
趣味はアニマルビデオ鑑賞、シルバーアクセサリー集め。特技はバスケットボール。
好きな物・事は猫、お酒。苦手な物・事はお偉いさん、冗談の通じない人。
休日の過ごし方はロッソの個室から無断で拝借したバーボンを飲んで騒ぐ事。将来の夢はお金持ち。
部隊内で最も身長・体重が高く、バストサイズが最も大きい。胸元がはだけており、谷間を露わにしている。
自由奔放な性格の持ち主で、細かいことは気にしない。言動に下ネタを挟み込むことから、部隊内では「オヤジ臭い」と言われている。
部隊内のムードメーカーであり、他のメンバーの面倒見も良い姉御肌的存在。
- ターユ（CV:小岩井ことり）

銀髪。15歳。誕生日は2月10日。
身長150cm、体重45kg。血液型はA型。
趣味は日本のアニメ鑑賞、ゲーム。特技はどこでも寝れること。
好きな物・事はガ○ダム、ジャンクフード全般、コーラ。苦手な物・事はすぐ怒る人。
休日の過ごし方は軍部のコンピュータへのハッキング。将来の夢はニート。
部隊内で最も身長・体重共に低い。
普段からぼんやりとした表情を浮かべており、感情をあまり表に出すことがなく、コミュニケーション能力に乏しい。内向的で協調性は皆無。
ストーリーのムービーでも「早く家に帰りたい」と呟いたり、
イベント開催期間中のメニュー画面では「イベント？豪華報酬とかいいから、寝よう。」と発言することもある。
しかし、射撃能力は部隊内で一番。そのため、狙撃等の後方支援を中心としている。
マニアックな趣味を多数持っていることから、アステロとは仲が良い。
- メロ（CV:種田梨沙）

青髪のツインテール。14歳。誕生日は7月6日。
身長157cm、体重48kg。血液型はA型。
趣味はポエムを綴った秘密の日記を書くこと。特技は大体なんでも出来るので特になし。
好きな物・事はイルカのぬいぐるみ、パスタ、ラザニア。苦手な物・事は鈍くさい奴、要領の悪い奴、暗い奴。
休日の過ごし方は、ファッション雑誌などを読み漁り、流行を追いかける事。将来の夢はお嫁さん。
部隊内最年少でありながら、一番態度が大きい。高飛車でツンデレ。そのせいか、他のメンバーとの衝突が多い。
特にマイアに対しては、ある事情でライバル心を燃やしている。
しかし、その反面、淋しがり屋であり、メンバーを失うことを最も恐れている。
天才的なセンスを持つことから、自身の戦闘能力に絶対的な自信を持っている。
- ロッソ大佐（CV:東地宏樹）

イタリア軍大佐。セブンスの指揮官。
正義感が強く、周囲からの人望も厚い。
デュラン博士を危険視している。
- セレーネ

白髪ロングヘアー。カテドラルに所属している次期特殊部隊候補生のひとり。
適性テストでは、感受性が豊かで共感値が高く、戦闘向きでない一方、オペレーター等の後方支援役として活躍を期待されていた。
ネームレスハンターに拉致された。
アル＝キとは同じ支部出身で、彼女のことを姉のように慕っていた。

### イタリア政府関係者
- デュラン博士（CV:飛田展男）

アーク等の最新技術を開発した天才科学者。
しかし、その実態はマッドサイエンティストそのもの。自らの研究成果や好奇心にしか興味のない危険人物。
アーク強奪事件後、忽然と姿を消す。

## 主な用語
- アーク

イタリア政府が極秘開発していた機動兵器。ガトリング砲やミサイルランチャーを装備しているほか、
最大の特徴として、電磁パルス兵器を装備している点が挙げられる。
電磁パルス攻撃の有効射程範囲は半径5000kmと広大であり、範囲内のあらゆる電子機器を破壊し尽くした。
- デウカリオンの鍵

緊急事態に備えてアークを強制停止させる電波発信機。
デメリットは、電波の有効範囲が10mしか無い点と、使用した後復旧するのに多大なコストが必要となる点。

## AP
このゲームはスタミナ管理制となっており、バトルに出撃する際には「AP」と呼ばれるスタミナ値と、装備しているロードアウト（詳細後述）のコストとなるキャッシュを消費する。
APは1分に1ポイント回復するが、AP回復カプセル（50パーセント 若しくは 100パーセント）を使用することで回復させることが可能。また、セブンス隊員のレベルが上がった瞬間にAPは全回復するほか、隊員のレベルアップに伴いAP上限も段々とアップしていく。

## キャッシュ
このゲームに登場する通貨。バトルをクリアすると必ず得られる報酬。
バトル出撃時に消費するほか、開発室で新規ロードアウトを購入したり、ロードアウトの性能強化、アーマーの性能強化に必要となる。

## バトルルール
- ボス撃破系

指定されたボスを撃破すればクリア。倒す前にプレイヤーキャラのHPがゼロになった時点で作戦失敗となる。
- 数量指定系

制限時間内に指定された敵を撃破すればクリア。タイムオーバー・HPゼロで作戦失敗。
- サバイバル系

指定秒数の間、HPがゼロにならなければクリア。敵は無限に発生する。極端な話、生き残りさえすれば敵を一人も倒さずにクリアすることも可能。
- 殲滅系（みんなで遊ぶ専用）

無限に発生する敵を撃破し続ける。
特殊な攻撃
- ヘッドショット

攻撃ボタンを押したままズラし、敵の頭部に銃撃を命中させるとボーナススコアが与えられると共に、一定時間バレットタイムが発生し周囲の時間の流れが遅くなる。敵の動きが遅くなることにより、連続してヘッドショットを狙いやすくなる。
- オブジェクト破壊

赤いドラム缶や箱には爆発物が詰まっており、攻撃を加えると爆発して周囲の敵を纏めて片付けることが可能で、ボーナススコアも与えられる。。狙うには赤いオブジェクトを直接タッチしてロックオンする必要がある。

## ひとりで遊ぶ
今作のストーリーモードとなる。全20章で、各章5話ずつ収録、すなわち全100話で構成されている。
また、曜日ごとに特別バトル「スペシャル」と、ゲリラ的に出現するバトル「突発」が用意されている。
突発バトルの出現時刻表は公式ツイッターにて公開されている。

## みんなで遊ぶ
オンラインで最大4名でプレイ可能なモード。
マッチングは全国から募集するランダムマッチングと、ルームコード（パスワード）を設定し知っている者同士でプレイする方式の2つ。ルームコード制の場合はLINEの友達に募集をかけることも可能。
マッチング待ち時間は45秒。人数が足りない場合は、足りない分をNPCが担当する。
このモードに限り、プレイヤーキャラのHPがゼロになってもゲームオーバーにはならない。一定時間後に自動的にリスポーンする。倒れる回数が増えるほど、リスポーンにかかる時間が増加する。
誰かが倒れた場合、他プレイヤーの画面の下部にハートマークが表示され、そのハートマークを連打すると救助を行える。救助された側はリスポーンが早くなり、救助した側にはスコアが加算される。

## バースト
敵に攻撃を加えることでバーストゲージが上昇していき、満タンになると任意のタイミングで発動する。
発動すると、自身の能力を一定時間アップさせたり、必殺攻撃を与えることが可能。また、所持ロードアウト全ての弾倉が全回復する。
発動モーション中は無敵状態になるので、敵攻撃の緊急回避策としても有効。

## レアリティ
全てのロードアウト・アーマーにはレアリティが設定されている。☆1～☆5の5段階設定。
☆3以上のものを合成素材にしたり、売却しようとした際には警告文が表示されることから、☆3以上は事実上のレア扱いとなる。

## 開発室
開発室では、ロードアウトの購入を行うことが可能。一部のロードアウトに関しては、キャッシュとは別に「設計図」が必要となる。
設計図が不足しているロードアウトは、ボタンを押すとその設計図がどこで入手可能かが表示される。

## ロードアウト
ロードアウトはバトル時に携行する武器の総称。一人につき3種類まで装備することが可能。
ロードアウトの売却は不可能であるが、ロードアウトガチャで既に所持しているものを重複して入手した場合は、自動的に重複したロードアウトが買い取られ、指定されたキャッシュが代わりに支給される。
ロードアウトの強化は、アーマーとは違い素材は不要。キャッシュの支払いでのみ可能。強化可能な項目・最大ステップ数はロードアウトごとに異なる。安定性に関してはどのロードアウトも強化不可。

### ロードアウトのステータス項目
- 威力

一発あたりのダメージ。敵との距離に左右される（詳細後述）。
- マガジン

弾倉の大きさ。照準左側には、残り弾数のゲージが白色で表示されている。
- 射程距離

弾の威力が減衰せずに届く距離。
照準右側のメーターでそのロードアウトが攻撃に適しているかどうか判別可能（赤→最高威力　オレンジ→やや減衰　緑→かなり減衰）。
- 連射速度

発射間隔の長さ。
- 集弾性

命中精度。
- 爆発範囲

爆発物系の攻撃手段にのみ存在。命中地点からの指定半径内に一律同ダメージを与えられる。
- 安定性（強化不可）

与えられるダメージの誤差。この値が低いと一発あたりのダメージの差が大きくなる。

## アーマー
敵からの攻撃を軽減する。アーマーの装備・変更可能箇所はヘッド・ボディ・アクセサリの3箇所。
アーマーには「専用」「得意」のステータスが付いたものがあり、専用は指定されたキャラのみ装備可能。得意は指定されたキャラに装備させるとそれ以外のキャラに装備させた場合の1.5倍の能力を発揮する。
アーマーの強化には、強化させたいベースを選択し、そこに素材とキャッシュをつぎ込むことで行う。
レベルがMAXになったアーマーは、指定された進化素材とキャッシュを用意すれば「限界突破」が行え、最大レベルが10アップする。
- ヘッド

敵攻撃からの耐性を司る。敵攻撃には基本的に銃撃・爆発物・ビームの3つがある（イベント限定で水・雪攻撃も登場する）。
装備するヘッドアーマーによって耐性の有無が左右される。
- ボディ

主にHP増強・ヘッド耐性補佐を担う。
- アクセサリ

バーストを司る。装備しているアクセサリによってバースト効果が変化する。

## 登場ロードアウトリスト
ロードアウトのカテゴリは、ハンドガン・サブマシンガン・マシンガン・アサルトライフル・ショットガン・スナイパーライフル・グレネード・ロケットランチャー・ビームライフル・ミニガンの10種類。
登場するロードアウトは実在の様々な銃が登場するほか、架空の銃も登場する。
一部のロードアウトに関しては、商標等の関係で架空の名称に置き換えられているものも存在する。
プラスマーク付きのものはベースモデルに比べて性能強化が図られているが、出撃コストもそれ相応に向上している。
他にも、セブンスメンバーのカスタムロードアウトも登場する（名称の最後に識別コードのアルファベット2文字が入る、ただしアーマーと違い専用・得意要素は発生しない）。
※数字順→アルファベット順

### ハンドガン
| 名称             | レアリティ | 備考               |
| BER-C            | ☆5         |                    |
| Desert Eagle     | ☆5         |                    |
| Desert Eagle+    | ☆5         |                    |
| Desert Eagle MA  | ☆5         | マイアカスタム仕様 |
| Desert Eagle MA+ | ☆5         | マイアカスタム仕様 |
| M19              | ☆5         |                    |
| M1911A1          | ☆1         |                    |
| M1911A1+         | ☆3         |                    |
| M1911A1++        | ☆4         |                    |
| M9               | ☆5         |                    |
| MK22             | ☆4         |                    |
| P38              | ☆2         |                    |
| P38+             | ☆3         |                    |
| P38++            | ☆4         |                    |
| Python custom0   | ☆4         |                    |
| TT33             | ☆3         |                    |

### サブマシンガン
| 名称          | レアリティ | 備考                 |
| M10           | ☆3         |                      |
| PM63          | ☆4         |                      |
| PM63 type S   | ☆5         |                      |
| Spectre M4 AL | ☆5         | アル＝キカスタム仕様 |
| UMP-45        | ☆5         |                      |
| UMP45 type.S  | ☆5         |                      |
| UZI           | ☆2         |                      |
| UZI+          | ☆3         |                      |
| UZI++         | ☆4         |                      |
| Vz.61         | ☆1         |                      |
| Vz.61+        | ☆3         |                      |
| Vz.61++       | ☆4         |                      |
| Vz61 Drum     | ☆5         |                      |
| Vz61 Drum+    | ☆5         |                      |

### マシンガン
| 名称        | レアリティ | 備考             |
| HK21        | ☆4         |                  |
| HK21 type S | ☆5         |                  |
| M16 LSW     | ☆5         |                  |
| M60         | ☆1         |                  |
| M60+        | ☆3         |                  |
| M60++       | ☆4         |                  |
| MG3         | ☆3         |                  |
| PKM         | ☆2         |                  |
| PKM+        | ☆3         |                  |
| PKM++       | ☆4         |                  |
| RPK type.S  | ☆5         |                  |
| XM207       | ☆5         |                  |
| XM207 CE    | ☆5         | セラカスタム仕様 |

### アサルトライフル
| 名称         | レアリティ | 備考             |
| AK-74        | ☆1         |                  |
| AK-74+       | ☆3         |                  |
| AK-74++      | ☆4         |                  |
| ARX160 ME    | ☆5         | メロカスタム仕様 |
| AS-C         | ☆5         |                  |
| AUG          | ☆4         |                  |
| G11          | ☆2         |                  |
| G11+         | ☆3         |                  |
| G11++        | ☆4         |                  |
| Galil        | ☆5         |                  |
| M107 CQB     | ☆5         |                  |
| M107 CQB+    | ☆5         |                  |
| M107 CQB ME  | ☆5         | メロカスタム仕様 |
| M107 CQB ME+ | ☆5         | メロカスタム仕様 |
| M16          | ☆3         |                  |
| SCAR BLACK   | ☆4         |                  |
| SCAR BLACK+  | ☆5         |                  |
| SCAR Heavy   | ☆4         |                  |
| SCAR Heavy+  | ☆5         |                  |

### ショットガン
| 名称      | レアリティ | 備考                              |
| AA-12     | ☆5         |                                   |
| AA-12+    | ☆5         |                                   |
| M3        | ☆4         |                                   |
| M3 type S | ☆5         | ↑のスラッグショット（一粒弾）仕様 |
| M37so     | ☆1         |                                   |
| M37so+    | ☆3         |                                   |
| M37so++   | ☆4         |                                   |
| M500      | ☆3         |                                   |
| M500R     | ☆5         |                                   |
| M870      | ☆2         |                                   |
| M870+     | ☆3         |                                   |
| M870++    | ☆4         |                                   |

### スナイパーライフル
| 名称      | レアリティ | 備考               |
| Hecate    | ☆5         |                    |
| Hecate TA | ☆5         | ターユカスタム仕様 |
| M107      | ☆5         |                    |
| M107+     | ☆5         |                    |
| M1891     | ☆1         |                    |
| M1891+    | ☆3         |                    |
| M1891++   | ☆4         |                    |
| M200      | ☆5         |                    |
| M21       | ☆2         |                    |
| M21+      | ☆3         |                    |
| M21++     | ☆4         |                    |
| PSG1      | ☆5         |                    |
| PSG1 TA   | ☆5         | ターユカスタム仕様 |
| SVD       | ☆3         |                    |
| WA2000    | ☆4         |                    |

### グレネード
| 名称             | レアリティ | 備考 |
| Frag Granade     | ☆1         |      |
| Frag Granade+    | ☆3         |      |
| Frag Granade++   | ☆4         |      |
| Frag Granade 2   | ☆2         |      |
| Frag Granade 2+  | ☆3         |      |
| Frag Granade 2++ | ☆4         |      |
| Hand Bomb        | ☆3         |      |

### ロケットランチャー
| 名称            | レアリティ | 備考                   |
| 6G30            | ☆4         |                        |
| GR-C            | ☆5         |                        |
| M202            | ☆5         |                        |
| M202+           | ☆5         |                        |
| RPG2            | ☆1         |                        |
| RPG2+           | ☆3         |                        |
| RPG2++          | ☆4         |                        |
| RPG7            | ☆2         |                        |
| RPG7+           | ☆3         |                        |
| RPG7++          | ☆4         |                        |
| RPG7 type S     | ☆5         |                        |
| S Launcher Neo  | ☆4         | 水属性・爆発物属性攻撃 |
| S Launcher Neo+ | ☆5         | 水属性・爆発物属性攻撃 |
| Stinger         | ☆3         |                        |
| Stinger EL      | ☆5         | エレクトラカスタム仕様 |
| Stinger type S  | ☆5         |                        |

### ビームライフル
| 名称       | レアリティ | 備考       |
| Beam Rifle | ☆5         | ビーム攻撃 |
| BR-10A2    | ☆5         | ビーム攻撃 |
| BR-10A4    | ☆5         | ビーム攻撃 |
| BR-10A4+   | ☆5         | ビーム攻撃 |

### ミニガン
| 名称         | レアリティ | 備考 |
| M134 custom  | ☆5         |      |
| M134 custom+ | ☆5         |      |

## イメージソング
Mr.Dream
歌:転校少女歌撃団